# Пак Сон Хи
Пак Сон Хи (кор. 박성희, англ. Park Sung-hee; р. 17 февраля 1975, Пусан) — южнокорейская профессиональная теннисистка, самая успешная участница сборной Республики Кореи в Кубке Федерации.

## Спортивная карьера
Пак Сон Хи выступала в профессиональных турнирах с 14 лет. Свои первые матчи в турнире под эгидой Международной федерации тенниса (ITF) она провела в японском городе Мацуяма в ноябре 1989 года. В июле 1991 года она была приглашена в сборную Республики Кореи на матчи Кубка Федерации и выиграла две из трёх своих встреч у соперниц из Гонконга и Норвегии. В августе в Тайбэе она вышла в свой первый финал турнира ITF в парном разряде, а месяц спустя, на турнире Сэкисё в Японии, — в одиночном. За следующий год она уже выиграла четыре турнира ITF в одиночном разряде и два в парном, закончив сезон во второй сотне лучших теннисисток мира. В этом сезоне она помогла южнокорейской сборной выиграть Первую Азиатско-Океанскую группу в Кубке Федерации, после чего её команда победила в первом круге Мировой группы итальянок, хотя сама Пак свою встречу с Сандрой Чеккини и проиграла. На следующий год она уже сыграла решающую роль в матче плей-офф со сборной Новой Зеландии, выиграв и одиночную, и парную встречу и обеспечив Южной Корее ещё на год место в Мировой группе.
В 1994 году Пак дошла до четвертьфинала турнира WTA в Осаке после победы над Ларисой Савченко-Нейланд, 49-й в мире на тот момент, а закончила сезон выходом в полуфинал турнира WTA в Сурабае после победы над 47-й ракеткой мира Ван Сытин с Тайваня. Она также выиграла два турнира ITF в парном разряде, в том числе в Дармштадте, где в паре с Чхве Чуён победила последовательно три посеянных пары, включая фавориток Тарабини-Фулко. В начале 1995 года на Открытом чемпионате Австралии она в первом круге победила Лейлу Месхи — 28-ю в мире, а в сентябре дошла до четвертьфинала на турнире в Токио, обыграв по пути шестую ракетку мира, хозяйку площадки Кимико Датэ. После этого она поднялась в рейтинге до 57-й позиции. В парах год был отмечен для неё первым в карьере финалом турнира WTA, до которого она дошла в Нагое, победив с Рикой Хираки из Японии первую пару турнира Порвик-Уайлд. В Токио, также с Хираки, она дошла до полуфинала, обыграв в частности третью пару турнира, Мияги-Сугияма.
В 1996 году основных успехов Пак Сон Хи добивалась в парном разряде, тогда как в одиночном обычно не выигрывала больше одного матча за турнир и к концу года выбыла из Top-100 в рейтинге. В январе в Хобарте в паре с Керри-Энн Гас из Австралии она дошла до финала турнира WTA после победы над двумя посеянными парами, включая Жюли Алар-Декюжи и Элс Калленс, посеянных под первым номером. Сразу после этого, однако, Алар-Декюжи и Калленс взяли реванш на Открытом чемпионате Австралии, выбив Пак и Рику Хираки уже в первом круге. На Открытом чемпионате Франции Пак и Ван Шитин в первом круге обыграли посеянных 16-ми Калленс и Лоранс Куртуа и дошли до третьего круга, где их остановила лучшая пара мира — Яна Новотна и Аранча Санчес. В июле Пак Сон Хи приняла участие в Олимпийских играх в Атланте, но уже в первом круге потерпела поражение и в одиночном, и в парном разряде. Ближе к концу года Пак и Ван Шитин вышли в финал турнира II категории в Токио — уже третий за карьеру Пак. В Кубке Федерации Пак со сборной уверенно выиграла Азиатско-Океанскую группу, а затем, разгромив болгарок, вышла во II Мировую группу.
В начале 1997 года Пак в паре с Ван Сытин удалось выйти в третий круг Открытого чемпионата Австралии, обыграв посеянных девятыми Яюк Басуки и Каролин Вис, но третью пару турнира, Дэвенпорт-Реймонд, они пройти не сумели. В марте Пак принесла сборной единственное очко в матче Мировой группы с аргентинками. В дальнейшем она выступала в основном в турнирах ITF. остаток сезона Пак выиграла два турнира ITF в одиночном разряде, в Сеуле и Хьюстоне, оба раза обыграв по две соперницы из первой сотни рейтинга (сама она в этот момент находилась в середине второй). В парах она выиграла один турнир ITF и дважды проиграла в финале. 1998 год она начала с выхода с Ван Шитин в четвёртый за карьеру парный финал турнира WTA, на этот раз на турнире III категории в Голд-Косте, затем дошла до полуфинала в Хобарте и, второй год подряд, до третьего круга Открытого чемпионата Австралии (где они с Ван победили посеянных 13-ми Инес Горрочатеги и Ирину Спырлю, а затем уступили восьмой паре турнира Реймонд-Стаббс). После ещё двух финалов турниров ITF Пак достигла в июне 34-го места в рейтинге теннисисток в парном разряде, высшего за карьеру. В одиночном разряде она сыграла за сезон в финале трёх турниров ITF, но ни разу не сумела победить. Тем не менее по ходу сезона ей удалось ненадолго вернуться в Top-100 рейтинга. В Кубке Федерации она в очередной раз привела сборную к победе в Азиатско-Океанской группе, но в переходном матче с командой Японии участия не приняла.
1999 год стал последним полным сезоном в карьере Пак. За год она один раз дошла до финала турнира ITF в одиночном разряде и трижды в парном, одержав с соотечественницей Чо Юн Джон одну победу. В составе сборной она впервые за несколько лет проиграла два матча уже на групповой стадии Азиатско-Океанской группы, а в плей-офф уступила своей давней партнёрше Ван Сытин. Этот матч, последний за время выступлений Пак за сборную, кореянки проиграли команде Тайваня. Всего Пак Сон Хи провела за сборную Республики Кореи 44 матча, выиграв 30 из них, что является национальным рекордом. В одиночном разряде на её счету 24 победы, что вдвое больше, чем у теннисистки, занимающей в сборной вторую строчку. За 2000 год Пак провела всего девять матчей в одиночном и восемь в парном разряде, приняв в том числе в паре с Чо Юнджон участие в Олимпиаде в Сиднее, где кореянки проиграли в первом круге Карине Габшудовой и Жанетте Гусаровой из Словакии. Свои последние матчи Пак провела в октябре на турнире ITF в Сеуле.

## Участие в финалах турниров WTA за карьеру (4)

### Парный разряд (0+4)
| Легенда           |
| ----------------- |
| Большой шлем (0)  |
| Чемпионат WTA (0) |
| I категория (0)   |
| II категория (2)  |
| III категория (1) |
| IV категория (2)  |
| V категория (0)   |

Поражения (4)
| №  | Дата        | Турнир               | Покрытие | Партнёр       | Соперницы в финале         | Счёт в финале |
| -- | ----------- | -------------------- | -------- | ------------- | -------------------------- | ------------- |
| 1. | 11 сен 1995 | Нагоя, Япония        | Ковёр    | Рика Хираки   | Керри-Энн Гас Кристин Канс | 4-6, 4-6      |
| 2. | 8 янв 1996  | Хобарт, Австралия    | Хард     | Керри-Энн Гас | Яюк Басуки Кёко Нагацука   | 6-77, 3-6     |
| 3. | 16 сен 1996 | Токио, Япония        | Хард     | Ван Сытин     | Аманда Кётцер Мари Пьерс   | 1-6, 6-75     |
| 4. | 5 янв 1998  | Голд-Кост, Австралия | Хард     | Ван Сытин     | Елена Лиховцева Ай Сугияма | 6-1, 3-6, 4-6 |

## Дальнейшая карьера
В 2004 году Пак Сон Хи окончила Женский университет Ихва в Сеуле, получив первую степень по специальности «физкультура и спорт». В 2006 году она получила степень магистра по той же специальности в том же университете. На протяжении большей части учёбы она получала стипендию как отличница. В течение двух лет Пак преподавала в университете Ихва и в Национальном полицейском университете Кореи (Йонъин). В 2008 году она поступила на докторат на отделение физической культуры и спорта в Университете Аберистуита. Темы исследовательской работы Пак включают физическое и духовное здоровье спортсменов, причины стресса и стратегии борьбы с ним, а также карьерные перемены в спорте (включая окончание спортивной карьеры).
В течение четырёх лет, с 2004 по 2008 год, Пак Сон Хи была членом президиума Олимпийского комитета Республики Кореи.